# Levin (företag)

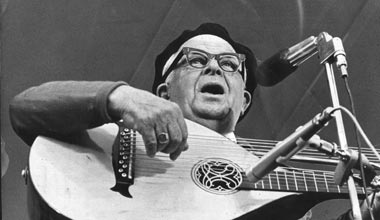
Evert Taube med en svensk luta tillverkad av Levin, foto från 1966.

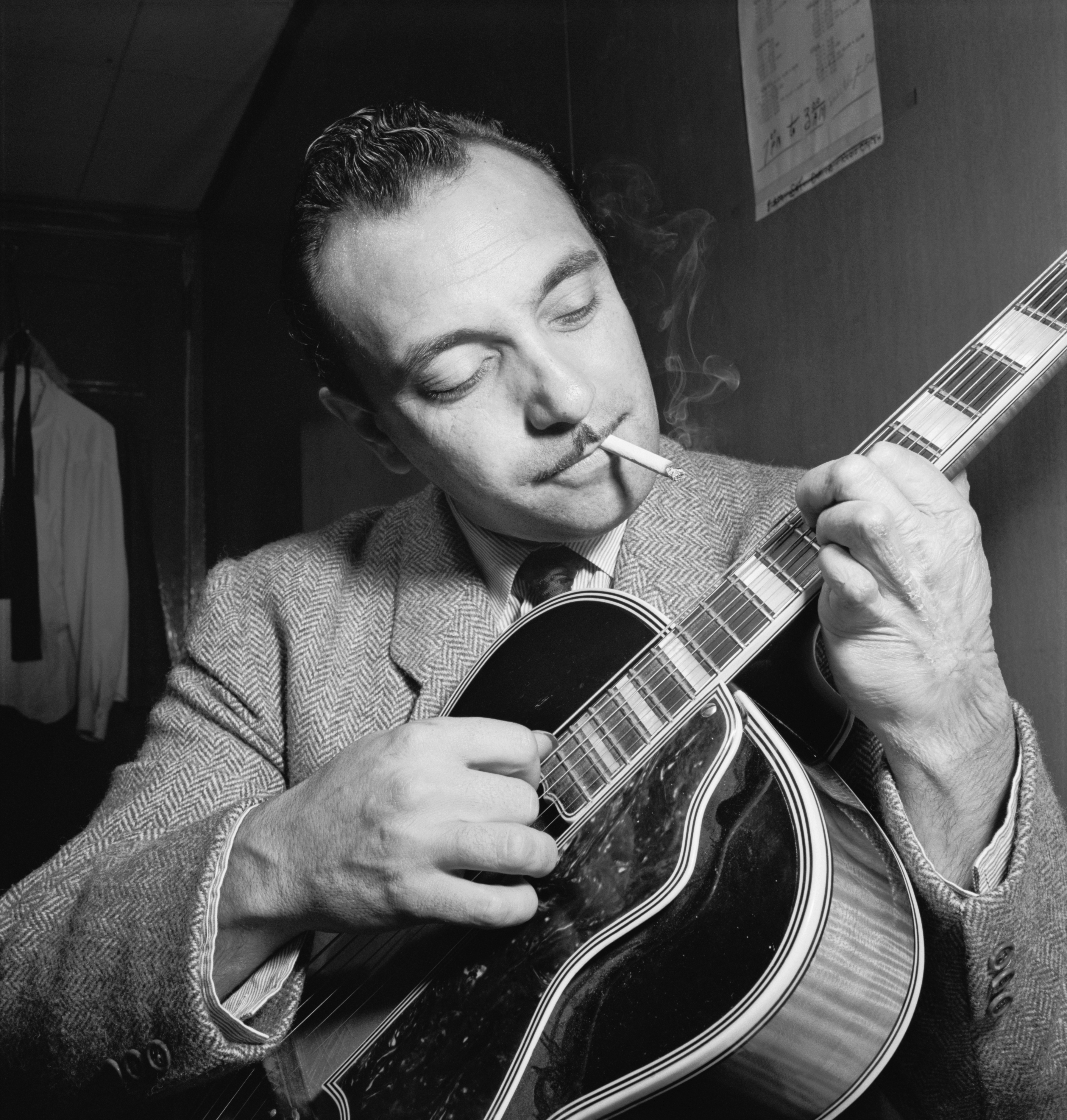
Django Reinhardt spelandes på en Levingitarr 1946

Levin (egentligen AB Herman Carlsson Levin i Göteborg) var ett svenskt företag som tillverkade gitarrer, banjor, lutor och mandoliner, grundat 1900 av Herman Levin (1864-1948). Den första fabriken låg på Norra Larmgatan 4, men flyttades sommaren 1943 till före detta Rörstrands Porslinsfabriks lokaler på Kvillegatan 9F på Hisingen. 1973 blev Levin uppköpt av C.F Martin & Co. Levins historia finns samlad i dokumentärfilmen "Levin - ett namn med musik" (Anakronfilm).